# Earth Quake
Earth Quake foi uma banda estadunidense de São Francisco, Califórnia, especializada em hard rock de garagem e power pop. Seus integrantes são John Doukas (vocais), Robbie Dunbar (guitarra / teclado / vocais), Gary Philips (guitarra / vocais), Stan Miller (baixo / vocais) e Steve Nelson (bateria / vocais) - de acordo com a página Concert Vault.

## História

### 1966-1972: Purple Earthquake, A&M Records
O Earth Quake começou em meados dos anos 60 em São Francisco, segundo o Allmusic, originalmente nomeados Purple Earthquake. Joel Selvin, em seu texto, fala que o guitarrista Robbie Dunbar e o baixista Stan Miller já tinham formado a banda na região de Berkeley em 1966, quando John Doukas entrou para os vocais. A banda vai para Hollywood e atraem a atenção de Matthew King Kaufman, que decide ser manager deles, negociando um contrato com a A&M Records em 1970; sendo um dos primeiros artistas de rock contratados por este selo de jazz, que não conseguiu divulgação de seus dois primeiros álbuns, Earth Quake e Why Don't You Try Me? Ambos os títulos não conseguem audiência significativa e a banda deixa a A&M em 1972. No mesmo período, os criadores de The Getaway, um filme de grande orçamento estrelado por Steve McQueen e Ali MacGraw, usam algumas das músicas da banda, sem obter todas as autorizações necessárias das partes envolvidas. O resultado foi um acordo e o pagamento contratual a Matthew King Kaufman.

### 1973-1981: Beserkley Records, fim
Kaufman usou uma parte do dinheiro para criar sua própria gravadora, a Beserkley Records, em 1973. O Earth Quake lança seu álbum, Rocking The World, pela nova gravadora, montado a partir de performances ao vivo, em 1975.  Agora a banda adicionara Gary Phillips na guitarra e vocais. Segundo Joel Selvin, o grupo não apenas gravou o primeiro single pela Beserkley, "(Sitting In the Middle of) Madness", como experimentou algum sucesso com a cover subsequente dos australianos do The Easybeats, "Friday on My Mind". Também foram a banda de apoio na execução da segunda versão de "Roadrunner", do cantor Jonathan Richman, substituindo sua banda de apoio, os The Modern Lovers. Seus registros posteriores para o rótulo também incluem os backing vocals por Greg Kihn, que, de acordo com Selvin, aquecia as multidões cantando a cover do The Velvet Underground, “Sweet Jane”, antes que Doukas subisse ao palco. Lançaram, entre 1976 e 1979, os discos 8.5, Leveled e Two Years In A Padded Cell. A banda se separa em 1981 e John Doukas vai para a Inglaterra. A coletânea Beserkley Chartbusters, Volume 1, dos artistas da gravadora, inclui as músicas "Friday on My Mind", "Tall Order For A Short Guy", "Mr. Security" e "(Sitting In the Middle of) Madness", gravadas pelo Earth Quake.

### 2000-2011: Compilações, morte de John Doukas
Em 2000 e 2003, duas décadas depois de seu fim, duas compilações - Purple: The A&M Recordings e Sittin' in the Middle of Madness, esta última abrangendo as gravações pela Beserkley Records - foram liberadas.
A página de Joel Selvin afirma que John Doukas, vocalista do Earth Quake, morreu em 18 de março de 2011 na Cidade do Cabo, onde residiu por muitos anos.

## Discografia

### Álbums
- Earth Quake (1971) - A&M Records
- Why Don't You Try Me? (1972) - A&M Records
- Rocking The World (1975) – Beserkley Records
- 8.5 (1976) – Beserkley Records
- Leveled (1977) – Beserkley Records
- Two Years In A Padded Cell (1979) – Beserkley Records

### Compilações
- Sittin' in the Middle of Madness (2000) - Castle Music
- Purple: The A&M Recordings (2003) - Acadia Records